# Општина Ребрича (Васлуј)
Ребрича (рум. Rebricea) општина је у Румунији у округу Васлуј.
Oпштина се налази на надморској висини од 144 m.